# Nunatak Pik
Nunatak Pik är en nunatak i Antarktis. Den ligger i Östantarktis. Australien gör anspråk på området. Toppen på Nunatak Pik är 1 365 meter över havet.
Terrängen runt Nunatak Pik är platt åt sydväst, men åt nordost är den kuperad. Trakten är obefolkad. Det finns inga samhällen i närheten.